# Lantillac
Lantillac (bret. Lantilieg) – miejscowość i gmina we Francji, w regionie Bretania, w departamencie Morbihan.
Według danych na rok 1990 gminę zamieszkiwało 298 osób, a gęstość zaludnienia wynosiła 39 osób/km² (wśród 1269 gmin Bretanii Lantillac plasuje się na 944. miejscu pod względem liczby ludności, natomiast pod względem powierzchni na miejscu 923.).